# Cobla La Principal de Peralada
La cobla La Principal de Peralada fou una cobla fundada el 1890 pels germans Josep i en Miquel Serra i que va arribar a tenir molt de prestigi. Hom la considerà una de les millors cobles de l'època.
Els músics provenien de l'Escola de música del castell de Peralada, a què Jaume Cervera i Marquès havia dedicat 33 anys de la seva vida. La primera formació de la cobla fou: Martí Mont (flabiol), Jaume Llongueras i Josep Serra (tibles), Marià Calvet i Anton Mont (tenores), Joan Mont B. i Miquel Albreda (trompetes), Joan Mont P. i Joaquim Grosset (fiscorns) i Miquel Serra (contrabaix).
La cobla es mantingué fins al 1936, tenint un paper important en la revitalització de la sardana a Catalunya des del seu primer concert a Barcelona el 1894. Enric Morera sempre volgué que fos aquesta cobla qui estrenés les seves sardanes. El 1902, la Principal participà en el concurs de cobles de Barcelona i hi guanyà el primer premi, ex aequo amb la Principal de la Bisbal. El 29 de juny de 1907 guanyà el Concurs de Cobles Empordaneses de Barcelona, al Palau de les Belles Arts, formant part del jurat els reconeguts músics Antoni Nicolau, Lluís Millet, Enric Granados i Francesc Pujol. L'any 1914, l'Orfeó Català feu un memorable viatge a París i a Londres emportant-se La Principal de Peralada perquè acompanyés els seus cants, amb Josep Serra com a director, obtenint un gran èxit.
Obtingué un gran nombre de premis i gravà a França els primers discos de sardanes. La dirigí des del 1915 Josep Blanch i Reynalt (1888-1954), castelloní, i hi actuaren un gran nombre de músics, amb alguns de destacats com Josep Pagès Quer, el flabiol Josep Núñez Soler, el violinista Enric Cullell Sagols (1927/30) o el tenora Marià Calvet i els compositors i intèrprets Josep Ferrer i Torres (1878-1952), pare del músic Rafael Ferrer i Fitó (1911-1988), i Josep Lleonsí i Casanovas (1877-1949).